# Jomsborg
 Denne artikel bør gennemlæses af en person med fagkendskab for at sikre den faglige korrekthed.

Jomsborg eller Jumne var en legendarisk borg beskrevet i Jomsvikingernes saga og Knýtlingesaga. Her skulle jomsvikingerne have haft deres base. Det var Palnatoke der samlede jomsvikingerne. Det har længe været plausibelt at sige Jomsborg må have ligget på en af de to hovedøer på nordsiden af Stettiner Haff, Wollin eller Usedom. En 3. mulighed var, at Jomsborg kunne have ligget på en mindre ø ved en af de to, men at denne mindre ø blev overskyllet af havet ved stormflod.

## Litterære vidnesbyrd
Hos Jónsson findes en poetisk fortale for jomsvikingernes deltagelse i Slaget ved Svold og Slaget ved Hjørungavåg. Jónsson er i 1910 i Historisk Tidsskrift oprørt over, at hans kollega "Arkivar Weibull" har publiceret en ren afvisning af Jomsborg og dens jomsvikinger.
På den guldskive, der kaldes Haraldsguldet (eller Curmsun Disc), står navnet JVMN (Jumne). Guldskiven menes af nogle, at være fremstillet i Harald Blåtands regeringstid eller umiddelbart efter hans død i 980'erne og repræsenterer så en af de ældste kendte former af navnet Jumne/Jomsborg.
Overleveringen om Jomsborg er fra højmiddelalderens Island, og der skrives om byen i flere samtidige skrifter som hos den danske Saxo Grammaticus. Saxo har en fortælling (2. bog, afsnit 1) om, hvorledes den svenske kongesøn Styrbjørn, der var fordrevet fra Sverige af Erik Sejrsæl, vendte sig til Harald Blåtand og bortgiftede sin søster Gyrid til ham og af Harald blev indsat som jarl i Jomsborg. Fortællingen om Harald Blåtands flugt til Jomsborg under krigen med Svend Tveskæg findes både hos Sven Aggesen, hos Adam af Bremen (2. bog, afsnit 27) og hos Saxo (8. bog, afsnit 3). De skriftlige vidnesbyrd om det tidlige Danmark er indbyrdes afhængige og skrevet ned nogle hundrede år efter begivenhederne. Det er således vanskeligt at finde frem til den historiske kerne bag digterkunsten.
I Knýtlingesaga findes navnet Jomsborg, og hos Adam af Bremen findes navnet Jumne. I begge skrifter er stedet belejret af kong Magnus den Gode under hans krigstogt mod slaverne. At Jomsborg og Jumne skulle være et og samme sted og og i øvrigt med flere varierende skrivemåder herunder Vineta blev publiceret i 1931/32 af den tyske forsker Adolf Hofmeister og overtaget af den samtidige Otto Kunkel, der kom til at lede udgravningerne i Wolin.
Svend Ellehøj har ved en analyse af skjaldedigtningens omtale af venderne og af den politiske situation i Norden og Polen omkring år 1000 fundet støtte for hovedtræk i historien om Harald Blåtands garnison i Jomsborg og om jomsvikingernes deltagelse i de militære forviklinger mellem de nordiske lande ved årtusindskiftet

## Arkæologiske vidnesbyrd[5]
Tyske udgravninger på Wolin ved Oders munding viser, at en handelsplads lå her i det 10. århundrede. Fund af typisk skandinaviske bådtyper viser, at skandinaviske folk nok kom her.
Bebyggelsen synes opstået i begyndelsen af 800-tallet. Omkring år 900 havde byen nået et sådant økonomisk niveau, at der måtte bygges en ny havn. Dendrokronologi har dateret den til mellem 896 og 900. Omkring 903 blev byen omgivet af en palisade. Man har fundet en havn fra 900-1000 tallet. I 900-tallet havde hvert kvarter i byen sin egen havn. Fra begyndelsen af 1000-tallet stammer det eneste fragment af et skandinavisk skib. Det bekræfter, at der har været direkte skibsforbindelse nordpå.
I 963 og 967 stod kampe om herredømmet over Oders munding. Stridigheder i Danmark førte til, at folk flygtede fra især Skåne og foretog hævntogter, mens sørøveri bredte sig. Af samme grund drog den danske konge Magnus den Gode (konge 1042-47) mod Jom/Wolin og ødelagde forstæderne: Store brandlag med menneskeknogler vidner om disse begivenheder.
Byen var der endnu, og flygtninge fra Danmark fandt fortsat ly i den selvstændigte købmandsrepublik. Derfor drog kong Erik Ejegod i 1098 i spidsen for "den danske ungdom" mod Julin-Wolin og belejrede byen, til flygtningene blev udleveret. De blev halshugget, og kongen hævede belejringen. Historieskriveren Svend Aggesen deltog i ærkebiskop Absalons togt omkring 1185 og var vidne til byens ødelæggelse.
Det er omdiskuteret, om der var nogen borg i Jomsborg. Det er ikke usandsynligt, at en vikingehird var i den polske konges tjeneste omkring år 1000, da der var gode dansk-polske forbindelser.

### Øvrige henvisninger
- Jomsborg i: Salmonsens Konversations Leksikon, Anden Udgave, Bind XIII (1922), s. 148 & s. 149
- Jomsborg i: Store Norske Leksikon